# 丹羽公雄
丹羽 公雄（にわ きみお、1946年5月21日 - ）は、日本の物理学者、天文学者。専門は素粒子物理学。名古屋大学名誉教授。
丹生潔の下で宇宙線の反応を記録した「原子核乾板」からチャームクォークを観測し、小林・益川理論のきっかけを与えた（1971年）。さらに、原子核乾板中の粒子の軌跡を自動で読み取る原子核乾板全自動走査機を開発（1975年）。これによって初めてタウニュートリノ反応の結果つくられたタウ粒子を直接観測することが可能になり（1998年）、タウニュートリノの存在が証明された（2000年）。

## 現職
- 名古屋大学名誉教授

## 略歴
- 1969年 信州大学文理学部自然科学科　卒業
- 1972年 名古屋大学大学院理学研究科修士課程　修了
- 1975年 日本学術振興会特別研究員
- 1976年 名古屋大学大学院理学研究科博士課程　修了
- 1977年 （財）豊田理化学研究所奨励研究員
- 1978年 名古屋大学理学部助手
- 1987年 名古屋大学助教授
- 1994年 名古屋大学教授
- 1996年 名古屋大学大学院理学研究科教授
- 2010年 退官

- 現在 名古屋大学名誉教授
- 理学博士（名古屋大学）

## 研究分野
- 素粒子物理学、特にタウニュートリノの存在の検証、ニュートリノ質量
- 原子核乾板の開発改良と顕微鏡映像の立体認識

## 所属学会
- 日本物理学会

## 学術賞
- 2002年 - 日本物理学会論文賞
- 2004年 - 仁科記念賞
- 2010年 - 日本物理学会論文賞
- 2022年 - パノフスキー賞